# Canis lupus italicus
Pour les articles homonymes, voir Loup (homonymie).
Sous-espèce
Statut de conservation UICN

 VU  : Vulnérable
Répartition géographique
Le Loup d'Italie (Canis lupus italicus), ou Loup des Abruzzes ou encore Loup des Apennins est une sous-espèce de Loups gris originaire d'Italie. Elle a été menacée d’extinction dans le courant du XXe siècle, il existe une petite population qui se maintient maintenant dans le parc national des Abruzzes et en Calabre mais certaines meutes commencent à se déplacer dans toute l'Italie et même en France.
Dans les années 1970, grâce à la protection et à l'exode rural qui a permis la reforestation et l'instauration de plans de chasse ainsi que la création d'espaces protégés, le loup a occupé de nouveau l'Apennin du Nord. En 1992, il a fait sa réapparition en France dans le parc national du Mercantour.
En 2000, il y avait une trentaine de loups dans les Alpes françaises, dont une vingtaine dans le massif du Mercantour.
On retrouve également quelques individus en Suisse. En 2012, la présence du loup est avérée aussi dans le Massif central.
Le mâle présente généralement des dimensions plus imposantes que la femelle.
Les loups d'Italie mâles mesurent en moyenne 120 centimètres de longueur, tandis que les femelles mesurent de 90 à 130 centimètres.
Les mâles adultes pèsent entre 25 et 35 kg.
Le loup se nourrit de gros gibiers (cerfs, chevreuils, sangliers, mouflons) mais aussi de lièvres ou encore de plus petits mammifères. Il peut aussi attaquer des animaux d'élevage pour se nourrir.